# James Fergusson, 6. baronet
Sir James Fergusson, 6. baronet GCSI, PC, britanski častnik, politik in kolonialni administrator, * 14. marec 1832, † 14. januar 1907.

## Življenje
Izobrazbo je prejel na Šoli Cheam, Šoli Rugby in na Univerzitetnem kolidžu, Oxford; a nikoli ni diplomiral. Leta 1851 se je pridružil Grenadirskim gardistom, v sestavi katerih se je udeležil krimske vojne, v kateri je bil ranjen. Leta 1859 se je upokojil iz vojaške službe.
V letih 1854−1857 in 1859–1868 je bil član parlamenta za Ayrshire. Nato je bil državni podsekretar za Indijo (1866–1867) in državni podsekretar za notranje ministrstvo (1867–1868). Zaradi svojih zaslug je bil leta 1868 sprejet v najbolj častni zasebni svet. V letih 1868–1873 je bil guverner Južne Avstralije, v letih 1873−1874 guverner Nove Zelandije in v letih 1880−1885 guverner Bombaja. 
Pozneje se je upokojil iz kolonialno-administrativne administracije in se vrnil v Britanski parlament kot predstavnik severovzhodnega Manchestra (1885–1906). V letih 1886−1891 je bil nato parlamentarni državni podsekretar za zunanje zadeve in v letih 1891−1892 je bil generalni direktor Pošte Združenega kraljestva. 
Umrl je leta 1907 na Jamajki med potresom. 
V njegovo čast so poimenovali Jamestown (Južna Avstralija) in Kolidž Fergusson (Indija).

## Družina
Leta 1859 se je poročil z Lady Edith Christian, hčerko Jamesa Broun-Ramsayja. Z njo je imel dva sina in dve hčerki:
- Susan Georgina Fergusson (?–1951),
- Edith Fergusson (?–1900),
- general Sir Charles Fergusson, 7. baronet (1865–1951),
- admiral James Andrew Fergusson (1871–1942).

Edith Christian je umrla oktobra 1871. Fergusson se je ponovno poročil leta 1873 z Olivo, hčerko Johna Henryja Richmana, s katero je imel enega sina: Alan Walter John Fergusson (1878–1909). Tudi ona je umrla, tokrat za kolero januarja 1882. Tretjič se je poročil leta 1893 z Isabello Elizabeth, hčerko Richarda Twysdena in vdovo Charlesa Hugha Hoareja, s katero pa ni imel otrok. 
Fergussonov sin Charles in vnuk Bernard Fergusson sta oba postala generalnega guvernerja Nove Zelandije. 

## Zunanje pvoezave
- Časopisni članek 1897
- Biografija

| Parlament Združenega kraljestva          | Parlament Združenega kraljestva                               | Parlament Združenega kraljestva        |
| ---------------------------------------- | ------------------------------------------------------------- | -------------------------------------- |
| Predhodnik: James Hunter Blair           | Član parlamenta za Ayrshire 1854–1857                         | Naslednik: Patrick Crichton-Stuart     |
| Predhodnik: Lord Patrick Crichton-Stuart | Član parlamenta za Ayrshire 1859–1868                         | enota ukinjena                         |
| Nova volilna enota                       | Član parlamenta za Manchester North East 1885–1906            | Naslednik: J. R. Clynes                |
| Politične funkcije                       |                                                               |                                        |
| Predhodnik: James Stansfeld              | Državni podsekretar za Indijo 1866–1867                       | Naslednik: The Lord Clinton            |
| Predhodnik: The Earl Belmore             | Državni podsekretar za notranje ministrstvo 1867–1868         | Naslednik: Sir Michael Hicks Beach, Bt |
| Predhodnik: James Bryce                  | Parlamentarni državni podsekretar za zunanje zadeve 1886–1891 | Naslednik: James Lowther               |
| Predhodnik: Henry Cecil Raikes           | Generalni direktor pošte 1891–1892                            | Naslednik: Arnold Morley               |
| Položaji v vladnih službah               |                                                               |                                        |
| Predhodnik: Sir Dominick Daly            | Guverner Južne Avstralije 1869–1873                           | Naslednik: Sir Anthony Musgrave        |
| Predhodnik: Sir George Bowen             | Guverner Nove Zelandije 1873–1874                             | Naslednik: The Marquess of Normanby    |
| Predhodnik: Sir Richard Temple, Bt       | Guverner Bombaja 1880–1885                                    | Naslednik: The Lord Reay               |
| Baroneti Nove Škotske                    |                                                               |                                        |
| Predhodnik: Charles Dalrymple Fergusson  | Baronet (Kilkerrana) 1849–1907                                | Naslednik: Charles Fergusson           |